# Matteo Mulas
Matteo Mulas (Terni, 16 de marzo de 1992) es un deportista italiano que compitió en remo.
Ganó dos medallas en el Campeonato Mundial de Remo, en los años 2013 y 2018, y una medalla de oro en el Campeonato Europeo de Remo de 2018.

## Palmarés internacional
| Campeonato Mundial | Campeonato Mundial      | Campeonato Mundial | Campeonato Mundial  |
| Año                | Lugar                   | Medalla            | Prueba              |
| ------------------ | ----------------------- | ------------------ | ------------------- |
| 2013               | Chungju (Corea del Sur) | Medalla de bronce  | Cuatro scull ligero |
| 2018               | Plovdiv (Bulgaria)      | Medalla de plata   | Cuatro scull ligero |
| Campeonato Europeo |                         |                    |                     |
| Año                | Lugar                   | Medalla            | Prueba              |
| 2018               | Glasgow (Reino Unido)   | Medalla de oro     | Cuatro scull ligero |